# ドイツ植民協会
ドイツ植民協会（ドイツしょくみんきょうかい、ドイツ語：Gesellschaft für Deutsche Kolonisation、英語：Society for German Colonization）は、ドイツ帝国の海外領土獲得の為にカール・ペータース博士により、1884年3月28日に設立された組織。
1884年秋、ペータースは、ヨアヒム・グラーフ・フォン・プファイル・ウント・クライン＝エルグート、 カール・ルートヴィヒ・ユルケと共にザンジバルを経由して東アフリカ本土へ上陸。途上、ドイツ植民協会の名目で、現地民族：ンセグア、ングル、ウサガラ、ウカミの族長と協定を締結。1885年初頭、ペータースはドイツ帰国後、ドイツ東アフリカ会社を設立、直ちに勅許を得た。1887年、 Deutschen Kolonialverein と合併、Deutsche Kolonialgesellschaft が設立される。